# Municipio de Black Hawk (condado de Grundy)
El municipio de Black Hawk (en inglés: Black Hawk Township) es un municipio ubicado en el condado de Grundy en el estado estadounidense de Iowa. En el año 2010 tenía una población de 1928 habitantes y una densidad poblacional de 20,56 personas por km².

## Geografía
El municipio de Black Hawk se encuentra ubicado en las coordenadas 42°20′36″N 92°36′9″O / 42.34333, -92.60250. Según la Oficina del Censo de los Estados Unidos, el municipio tiene una superficie total de 93.78 km², de la cual 93,77 km² corresponden a tierra firme y (0,01 %) 0,01 km² es agua.

## Demografía
Según el censo de 2010, había 1928 personas residiendo en el municipio de Black Hawk. La densidad de población era de 20,56 hab./km². De los 1928 habitantes, el municipio de Black Hawk estaba compuesto por el 98,55 % blancos, el 0,26 % eran afroamericanos, el 0,1 % eran amerindios, el 0,05 % eran asiáticos, el 0,41 % eran de otras razas y el 0,62 % eran de una mezcla de razas. Del total de la población el 1,3 % eran hispanos o latinos de cualquier raza.